# Rotbrink
Rotbrink is een buurtschap in de gemeente Ommen in de Nederlandse provincie Overijssel. De Rotbrink grenst direct aan de noordelijke wijken van de stad Ommen.
Sinds eind jaren zestig van de twintigste eeuw is geleidelijk aan het grootste deel van de voorheen agrarische Rotbrink veranderd in de woonwijk Alteveer en industrieterrein aan de noordzijde van de stad Ommen. De wijk Alteveer telde in 2024 2.025 inwoners. Het overgebleven deel van de oorspronkelijke Rotbrink had 15 inwoners op 14 oktober 2024.
Begin jaren zeventig is tussen de noordelijke wijken van Ommen sportpark De Rotbrink aangelegd. Begin 21e eeuw is het sportpark verplaatst naar het Arrierflier. Het voormalige sportpark werd bedrijventerrein Rotbrink.
Stad: Ommen      Dorpen: Lemele · Vilsteren 

Buurtschappen: Archem · Arriën · Arriërveld · Beerze · Beerzerveld · Besthmen · Dalmsholte (deels) · Eerde · Emsland · Giethmen · Hoogengraven · Junne · Nieuwebrug · Ommerbosch · Ommerkanaal · Ommerschans · Ommerveld · Rotbrink · Stegeren · Stegerveld · Varsen · Vinkenbuurt · Witharen · Zeesse

Overijssel · Steden en dorpen      Nederland · Provincies · Gemeenten